# Vyacheslav Derkach
Vyacheslav Vasilyevich Derkach (en ukrainien : В'ячеслав Васильович Деркач), né le 23 juin 1976 à Prylouky, est un biathlète ukrainien. Au cours de sa carrière, il a participé à quatre éditions des Jeux olympiques entre 1998 et 2010 et obtenu deux podiums en Coupe du monde durant la saison 1999/2000 et la saison 2001/2002.

## Biographie

### Carrière sportive
Actif depuis le milieu des années 1990, il obtient son premier résultat significatif aux Championnats du monde 1997, où il est 23e de l'individuel. Un an plus tard, il est 50e dans cette épreuve aux Jeux olympiques de Nagano. Aux Championnats du monde 1999, il est notamment 18e du sprint. Il s'introduit dans le top dès l'hiver suivant, terminant huitième au sprint de Pokljuka. Il améliore cette position sur la poursuite qu'il achève au troisième rang, pour monter sur son premier podium en Coupe du monde. Son prochain podium a lieu durant la saison 2001-2002 à la mass start d'Osrblie.
En 2008-2009, il obtient un dernier podium en relais à Hochfilzen et son meilleur résultat aux Championnats du monde avec une cinquième place au relais. Il parvient en 2010 à être sélectionné pour ses quatrièmes Jeux olympiques, à Vancouver, où il est 77e du sprint et huitième du relais.
En 2011, il annonce la fin de sa carrière sportive en raison de blessures.

### Vie privée
Il s'est marié en 2001 avec la biathlète Oksana Khvostenko, avec qui il a eu deux enfants.

## Palmarès

### Jeux olympiques
| Épreuve / Édition                   | Individuel | Sprint | Poursuite                        | Départ groupé                    | Relais |
| Jeux olympiques 1998 Nagano         | -          | 50e    | Épreuve inexistante à cette date | Épreuve inexistante à cette date | 18e    |
| Jeux olympiques 2002 Salt Lake City | 23e        | 36e    | 40e                              | Épreuve inexistante à cette date | 7e     |
| Jeux olympiques 2006 Turin          | -          | 72e    | -                                | -                                | -      |
| Jeux olympiques 2010 Vancouver      | -          | 77e    | -                                | -                                | 8e     |

Légende :
- : épreuve inexistante ou non-olympique.

### Championnats du monde
| Mondiaux / Épreuve            | Individuel | Sprint | Poursuite | Départ en masse                  | Relais | Relais mixte                     |
| 1997 Osrblie                  | 23e        | 75e    | -         | Épreuve inexistante à cette date | 13e    | Épreuve inexistante à cette date |
| 1999 Kontiolahti / Oslo       | 58e        | 18e    | 32e       | -                                | 11e    | Épreuve inexistante à cette date |
| 2000 Oslo-Holmenkollen/ Lahti | 62e        | 71e    | -         | 23e                              | 8e     | Épreuve inexistante à cette date |
| 2001 Pokljuka                 | 28e        | 33e    | 32e       | 23e                              | 12e    | Épreuve inexistante à cette date |
| 2003 Khanty-Mansiïsk          | 21e        | 55e    | DNS       | -                                | 10e    | Épreuve inexistante à cette date |
| 2004 Oberhof                  | 50e        | 34e    | 31e       | -                                | 7e     | Épreuve inexistante à cette date |
| 2005 Hochfilzen               | 64e        | 24e    | Abandon   | -                                | 10e    | 7e                               |
| 2008 Östersund                | 36e        | 16e    | 27e       | 24e                              | 10e    | -                                |
| 2009 Pyeongchang              | -          | 44e    | 49e       | -                                | 5e     | -                                |

### Coupe du monde
- Meilleur classement général : 22e en 2001.
- 2 podiums individuels : 2 troisièmes places.
- 2 podiums en relais : 1 deuxième place et 1 troisième place.

#### Classements en Coupe du monde
| Saison    | Classement général | Individuel | Sprint | Poursuite | Mass start |
| 1994-1995 | nc                 | nc         | nc     |           |            |
|           |                    |            |        |           |            |
| 1996-1997 | 79e                | 61e        | nc     |           |            |
| 1997-1998 | nc                 | nc         | nc     | nc        |            |
| 1998-1999 | 58e                | nc         | 49e    | nc        |            |
| 1999-2000 | 29e                | ?          | ?      | ?         | ?          |
| 2000-2001 | 22e                | 21e        | 35e    | 20e       | 25e        |
| 2001-2002 | 33e                | 34e        | 28e    | 45e       | 16e        |
| 2002-2003 | 34e                | 44e        | 40e    | 31e       | 22e        |
| 2003-2004 | 60e                | 49e        | 62e    | 66e       |            |
| 2004-2005 | 40e                | 39e        | 40e    | 53e       | 30e        |
| 2005-2006 | 80e                | 55e        | nc     | 69e       |            |
| 2006-2007 | nc                 |            | nc     | nc        |            |
| 2007-2008 | 49e                | 53e        | 42e    | 52e       | 42e        |
| 2008-2009 | 39e                | 21e        | 40e    | 38e       | 47e        |
| 2009-2010 | 104e               | 72e        | nc     | nc        |            |

### Championnats d'Europe
- Médaille de bronze du sprint en 2001.
- Médaille d'argent du relais en 2002, 2005 et 2006.
- Médaille de bronze de la poursuite en 2006.

### Championnats du monde de biathlon d'été (cross)
- Médaille d'or du relais en 2003.
- Médaille d'argent de la mass start en 2003.